# Monophonie
Monophonie (auch Monofonie; von altgriechisch μόνος monos, deutsch ‚einzig, allein‘ und φωνή phonḗ ‚Stimme‘) bedeutet in der Musik eine Einstimmigkeit, also den musikalischen Vortrag durch nur einen einzigen Ton-Erzeuger.
Demgegenüber fällt unter den Begriff der Mehrklängigkeit die Satzart der Monodie, Homophonie, Heterophonie oder Polyphonie. Es ist also zu unterscheiden zwischen den Begriffen Polyphonie vs. Akkordik. So versteht man insbesondere unter einer Polyphonie die Darstellung zeitlich und diastematisch unabhängiger Stimmen, sei dies nun durch zwei oder mehr monophone Instrumente oder nur durch ein mehrklängiges (z. B. Orgel).
Eine solche Unterscheidung der Satzarten lässt sich entsprechend auf die der monophonen oder mehrklängigen Musikinstrumente übertragen: Erstere verfügen nur über einen einzigen Ton-Erzeuger (z. B. Oboe), letztere über zwei (z. B. Sackpfeife) oder mehr (z. B. Klavier).

## Monophone Musik
In der Geschichte der verschriftlichten Musik war die Monophonie bis zur Entwicklung des Organums im 9. Jahrhundert die einzig geduldete Musizierform, während in der profanen, nicht verschriftlichten Tradition mehrstimmige Musik, etwa bei den mittelalterlichen Spielleuten, bereits gang und gäbe war. Der monophone gregorianische Choral wird bis heute im katholischen Messbetrieb praktiziert; er entstammt der Psalmodie des frühen orthodoxen Christentums. Erst allmählich und unter traditionsbedingten klerikalen Widerständen drangen im Laufe des Mittelalters polyphoner Gesang und schließlich Komposition in die Choralscholae ein.

## Monophone Ton-Erzeuger
Die menschliche Stimme ist ein monophoner Klang-Erzeuger. Ferner sind diverse monophone Musikinstrumente zu nennen, etwa Holzblasinstrumente und Blechblasinstrumente, ferner etwa das elektrophone Theremin, das Monochord oder die Singende Säge. Auch die Streichinstrumente des klassischen Sinfonie-Orchesters sind grundsätzlich für einen monophonen Vortrag ausgelegt, können aber auch gewisse Akkorde ausführen.